# Acroclisoides
Acroclisoides is een geslacht van vliesvleugeligen uit de familie Pteromalidae. De wetenschappelijke naam van dit geslacht is voor het eerst geldig gepubliceerd in 1915 door Girault & Dodd.

## Soorten
Het geslacht Acroclisoides omvat de volgende soorten:
- Acroclisoides africanus Ferrière, 1940
- Acroclisoides bicolor Luo & Qin, 1991
- Acroclisoides borocerae (Risbec, 1957)
- Acroclisoides indicus Ferrière, 1931
- Acroclisoides laticeps Girault & Dodd, 1915
- Acroclisoides luzonensis Gahan, 1920
- Acroclisoides maculatus Sureshan & Narendran, 2002
- Acroclisoides major Girault & Dodd, 1915
- Acroclisoides megacephalus Girault & Dodd, 1915
- Acroclisoides quintus Xiao & Huang, 2000
- Acroclisoides sinicus (Huang & Liao, 1988)
- Acroclisoides solus Grissell & Smith, 2006
- Acroclisoides spilopterus (Masi, 1917)
- Acroclisoides tectacorisi (Girault, 1924)